# Robert Lefèvre
Robert Lefèvre fue un deportista francés que compitió en remo. Ganó una medalla de bronce en el Campeonato Europeo de Remo de 1931, en la prueba de dos sin timonel.

## Palmarés internacional
| Campeonato Europeo | Campeonato Europeo | Campeonato Europeo | Campeonato Europeo |
| Año                | Lugar              | Medalla            | Prueba             |
| ------------------ | ------------------ | ------------------ | ------------------ |
| 1931               | París (Francia)    | Medalla de bronce  | Dos sin timonel    |